# 생계비지수
생계비지수(生計費指數)는 물가지수의 일종으로, 가격변동을 가계의 입장에서 평가하려고 하는 것이다.
발생적으로는 일반 물가지수의 품목중에는 가계에 직접 관계가 적은 것이 있고 관계가 깊은 것이 제외되기도 하여 생계비지수가 작성된다.
가계에 있어서 생계비지수는 보다 중요하다고 인정되는 것의 가격변동이 중요하게 평가된다. 따라서 생계비지수 작성에는 소비내용 파악이 가계계열 파악과 마찬가지로 중요하다. 소비내용은 일반적으로 음식비·주거비·광열비·피복비·잡비의 5대 비목(費目)으로 표시되며, 그 비율 파악에는 가계조사 결과가 이용된다. 소매가격과 가계조사에서 구한 단위와는 대개의 경우 일치하지만 암시장 가격 등이 지배하는 경우에는 일치하지 않는다.
소비내용에 있어서는 가계 유형(농가·근로자 등)이나 수입계층 간에 차가 있기 때문에 재화의 중요성에 대한 평가가 일률적인 것이 못된다. 따라서 본래 동질적인 소비내용의 가계군(家計群)마다 고유한 생계비 지수를 생각할 수 있다. 실제로는 소비 패턴이 비교적 잘 파악되어 있다는 이유로 가계조사의 대상이 되는 가계군의 평균적 가계를 가지고 생계비지수가 작성된다. 소비 내용은 또한 기준시점(장소)과 비교시점(장소;이하 같음)에 따라 일반적으로 다르다.

## 산출 방식
어느 소비 내용으로 개개 비목의 중요성을 평가하느냐에 따라서 물가지수에 대해서는 3종류의 산출방식이 있다.
- 라스파이레스 식
- 파셰 식
- 피셔 식

라스파이레스 식의 의미는 비교시점의 가계가 기준시점과 같은 내용의 소비를 하면 지출액의 2시점 사이의 비율은 얼마냐를 표시한다. 파셰 식의 의의는 라스파이레스식과 반대로 기준시점이 비교시점과 같은 소비를 한다면 비교시점의 지출금액과 기준시점의 금액과를 비교하여 증감률이 얼마인가를 표시하고 있다. pi 와 pp 의 두 지수의 값은 일반적으로 일치하지 않는다. 실용적 견지에서는 소비구조변화가 현저하지 않을 경우에는 라스파이레스 식으로도 좋지만, 장기 비교라든가 소비구조 변화가 심한 2시점, 소비내용이 다른 2개 장소에서 비교하는 경우에는 라스파이레스와 파셰의 기하평균을 낸 피셔식이 사용된다.
이른바 함수론적 지수이론상의 생계비지수는 다음과 같이 규정되어 있다. 2개의 가계군이 가격 체계가 다른 두 시점에 존재하는 경우, 양자를 같은 생활수준(효용수준)으로 평가하기 위하여 2시점(장소)에서 필요한 화폐 지출액의 비(比)를 함수론적 생계비지수라고 한다. 함수론적 지수의 계측은 프리슈(R. Frisch)가 화폐한계비용곡선의 탄력성을 사용하여 시도한 이래 볼리, 발트(A. Wald) 등에 의해 논의되고 또한 파셰, 라스파이레스, 피셔의 각 산출식과 함수론적 생계비지수를 결합시키는 연구도 행해졌지만 어느 것이나 무차별곡선의 불변성을 전제로 하는 점에 한계가 있어 일반적으로 실용화되기에 이르지는 못했다.
또한 가중치(加重値) 결정에 있어서는 가계조사와 같이 실제 소비내용에 의한 것(실제 생계비지수)과 별도로 규범적 표준에 의한 방식을 따른 이론생계비지수(理論生計費指數)가 있으며, 이른바 마켓 바스켓도 이 종류에 속한다. 그러나 객관적 관점으로 볼 때는 가계조사를 기조로 하는 실제생계비지수(實際生計費指數)가 많이 이용되고 있다.
현재 여러 나라에서 생계비지수라고 이름 붙여 이용하고 있는 물가지수는 사실상 소비자물가지수이므로, 엄밀을 요하는 경우가 아니라면 생계비지수는 소비자물가지수와 같은 것이라고 해석해도 무방하다.

## 대한민국의 생계비지수
대한민국 최초의 소비자물가지수는 1957년 9월에 한국은행에서 작성 발표한 1955년 기준지수인 서울소비자물가지수인데 이 지수는 1947년 기준의 소매물가지수를 개편한 것이다. 소매물가지수는 원래 1936년부터 경성상공회의소에서 작성하여 왔으나 1945년 8월부터는 한국은행이 52개 품목에 대해서 단순산술평균식으로 1948년 7월까지 작성 발표하였다. 그 후 1949년 4월부터 1957까지는 1947년을 기준으로 한 소매물가지수를 43개 품목에 대해서 가중총화법(加重總和法)으로 작성 발표했다.
앞서 소매물가지수를 개편한 1955년 기준의 서울 소비자물가지수는 154개 품목에 대해서 라이파이레스계(系)의 가중산술평균식으로 1963년 11월까지 계속되었다(단 1960년 1월 이후의 계열은 공식 계열로서는 사용되지 않는다). 지수의 가중치는 한국은행의 1955년 서울 가계조사에서 얻은 가계지출금액에 의거해서 결정하였다. 이 지수는 다시 1963년 12월에 한국은행에 의해서 1960년의 기준지수로 개편이 되었다. 그러나 지역경제가 차차 발전하게 되어 1965년부터는 서울은 물론 각 지방 주요도시를 포함하는 전 도시소비자물가지수(1965년 기준)를 경제기획원 조사통계국이 기획을 하고 작성도 하게 되었으며, 1970년 소비 패턴에 따라서 다시 개편 작업을 한 바 있다. 현행지수는 1990년을 기준연도로 하고 있으며 서울을 포함하여 32개 도시에서 월 3회에 걸쳐 470개 상품 및 서비스 품목에 대한 가격을 조사하여 라스파이레스 산식에 의해서 산출되고 있다.

## 같이 보기
- 인플레이션
- 프레카리아트
- 물가지수

## 참고 자료
- 이 문서에는 다음커뮤니케이션(현 카카오)에서 GFDL 또는 CC-SA 라이선스로 배포한 글로벌 세계대백과사전의 내용을 기초로 작성된 글이 포함되어 있습니다.